# (10100) Bürgel
(10100) Bürgel es un asteroide perteneciente al cinturón de asteroides descubierto el 10 de diciembre de 1991 por Freimut Börngen desde el Observatorio Karl Schwarzschild, en Tautenburg, Alemania.

## Designación y nombre
Bürgel fue designado inicialmente como 1991 XH1.
Posteriormente, en 1999, se nombró en honor del astrónomo y escritor alemán Bruno H. Bürgel (1875-1948).

## Características orbitales
Bürgel está situado a una distancia media de 2,414 ua del Sol, pudiendo alejarse hasta 2,841 ua y acercarse hasta 1,988 ua. Tiene una inclinación orbital de 1,927 grados y una excentricidad de 0,1767. Emplea 1370 días en completar una órbita alrededor del Sol. El movimiento de Bürgel sobre el fondo estelar es de 0,2628 grados por día.

## Características físicas
La magnitud absoluta de Bürgel es 14,2.